# Trinidad Guevara

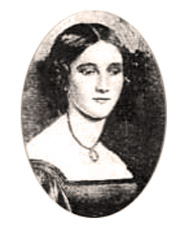
Trinidad Guevara

Trinidad Guevara, född 11 maj 1798, död 24 juli 1873, var en uruguayansk skådespelare och scenlärare. Hon betraktades som hörande till eliten av skådespelare under sin samtid och åtnjöt stor popularitet och berömmelse. 
Hon debuterade 1811 på Casa de Comedias i Montevideo under Bartolomé Hidalgo, och var sedan från 1817 till 1832 anställd vid Teatro Coliseo i Buenos Aires. Därefter turnerade hon runt i Sydamerika fram till att hon 1856 höll sin avskedsföreställning i Buenos Aires. Under sin tid i Argentina tillhörde hon teaterns stjärnor och beröms för sin röst och förmåga att levandegöra sina karaktärer. Hon gjorde också ofta byxroller. Hon fick god kritik som scenlärare under en tid då aktörerna förväntades undervisa sina kolleger. Hon var också en kontroversiell figur: genom sina utomäktenskapliga kärleksförhållande och i varje fall ett utomäktenskapligt barn fördömdes hon i pressen och kallades för prostituerad, men hon tog det med humor och hennes popularitet hos publiken påverkades inte.  